# Georg Büchmann
Pour les articles homonymes, voir Buchmann.
August Methusalem Georg Büchmann (né le 4 janvier 1822 à Berlin et mort le 24 février 1884 à Schöneberg) est un philologue prussien qui s'est notamment fait connaître comme éditeur de la vaste collection de citations Geflügelte Worte (de).

## Biographie
Ses parents sont l'assistant au dépôt de montage Friedrich Büchmann (1774-1849) et sa femme Charlotte Schwarze, fille d'un sergent. Il étudie au lycée de Joachimsthal à Berlin. Ses professeurs sont, entre autres, August Meineke et Ludwig Wiese. De 1841 à 1844, il étudie la théologie, la philologie classique et l'archéologie à l'Université Frédéric-Guillaume de Berlin avec August Boeckh et Theodor Panofka et obtient son doctorat en 1845 à l'Université Frédéric-Alexandre d'Erlangen. Le sujet de sa thèse est Les différences caractéristiques entre les tribus germaniques et slaves.
Après avoir obtenu le diplôme d'État d'enseignant en 1848, il est d'abord professeur au lycée français de Berlin, puis pendant 3 ans à Brandebourg-sur-la-Havel et enfin, à partir de 1854, professeur de langues à l'école des arts et métiers de Berlin-Friedrichswerder. En 1877, il doit prendre sa retraite à la suite d'une grave chute.
Pendant des décennies, Büchmann collecte et classe des expressions et des citations allemandes, profitant de ses connaissances en grec, en latin et en hébreu, en anglais, en français, en espagnol, en italien, en polonais, en danois et en suédois. Lorsqu'en 1864, il donne une conférence sur le thème des citations populaires au théâtre royal de Berlin, l'éditeur Friedrich Weidling (de) (1821-1901) fait partie de ses auditeurs. Il encourage Büchmann à développer son manuscrit et à le réviser pour l'impression. La même année, les Geflügelte Worte de Büchmann paraissent pour la première fois.
Georg Büchmann est marié à la peintre Helene Büchmann (1843-1912).
Georg Büchmann vit de nombreuses années à Schöneberg, Frobenstrasse 1, plus tard dans la Zietenstrasse 20 (son dernier appartement) et meurt au sanatorium Maison de Santé et asile d'aliénés de la Belziger Straße. Sa tombe se trouve dans l'ancien cimetière Saint-Matthieu à Schöneberg (env. K 70/20). L'épitaphe se lit comme suit : ΣΚΙΑΣ ΟΝΑΡ ΑΝΘΡΩΠΟΙ ( Skiās onar anthrōpoi – « Les humains sont le rêve d'une ombre » ) d'après Pindare (Pythian Ode VIII) : « Σκιᾶς ὄναρ ἄνθρωπος » – "Le rêve d'une ombre, c'est l'homme". Elle est dédiée à la ville de Berlin comme tombe d'honneur depuis 1958.
Walter Roberttornow écrit à propos de Georg Büchmann :
"Son nom ne restera pas dans l'oubli tant qu'il y aura des Allemands éduqués et consciencieux sur terre. "

## Honneurs
- 1872 reçoit le titre de professeur
- 1877 Ordre de l'Aigle rouge

## Geflügelte Worte

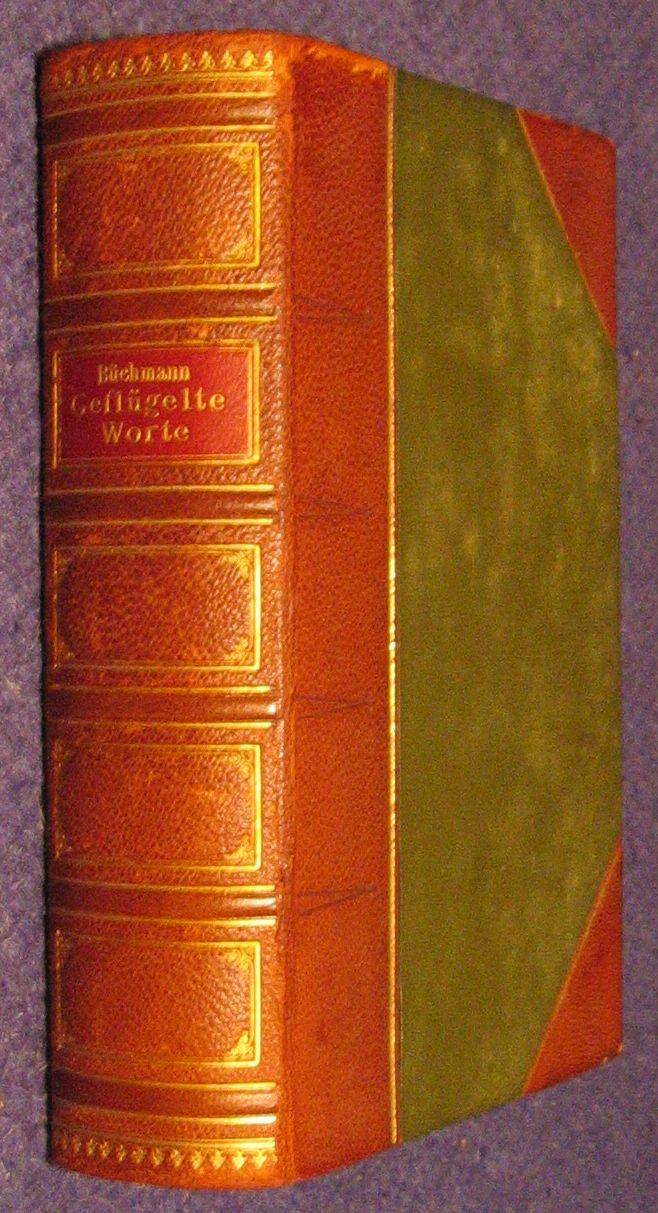
Geflügelte Worte de Büchmann

Le plus grand travail de Büchmann est la collecte et la publication du trésor allemand de citations sous le nom de Geflügelte Worte (de). citation :
Un dictum est un dicton, une expression ou un nom qui est constamment cité dans des cercles plus larges, quelle que soit la langue, dont l'auteur historique ou dont l'origine littéraire peut être prouvée.
Le livre est si bien accueilli qu'il faut d'abord le réimprimer chaque année. Mais le succès de "Büchmann" permet également à Georg Büchmann de faire de nombreux émules jusqu'à nos jours. Parmi eux, on trouve des titres comme "Geflügelte Melodien" (1968), "Ungeflügelte Worte" (1971) et "Gezügelte Worte" (1976).

Il préface ce livre par la devise suivante :
Qui pourrait me demander plus ?
Pour tout le monde, je suis un monde !
Un jardin du souvenir de la vieillesse,
Un terrain de découverte pour les jeunes.
Depuis que Büchmann a publié son trésor de citations, son nom lui-même devient un mot courant et est appliqué à toutes les personnes qui aiment citer. Son nom apparaît dans des titres de livres comme "Der rote Büchmann" ou "Der feldgraue Büchmann".
Le chancelier du Reich, le prince Bernhard von Bülow, est connu pour l'utilisation fréquente de citations. Cela lui a valu la réputation d'un "Büchmann ambulant ".
Büchmann a collecté et expliqué un total d'environ 1 900 entrées. Après sa mort, le travail est poursuivi par son collaborateur de longue date Walter Roberttornow, qui ajoute 730 nouvelles citations.
Il existe maintenant deux éditions différentes mises à jour du Büchmann, l'une par Verlag Bassermann (groupe d'édition Bertelsmann), l'autre par Ullstein Verlag (groupe d'édition Bonnier ); les deux éditeurs publient également une édition classique.

## Publications
- Ueber die charakteristischen Differenzen zwischen den germanischen und slawischen Sprachstämmen. Diss. Erlangen 1845.
- Märchenbronnen. Märchen für Jung und Alt von Georg Büchmann und Ludwig Pomtow. Krügerm Berlin 1851.
- Beiträge zur englischen Lexikographie. In: Ludwig Herrig (de): Archiv für das Studium der neueren Sprachen und Literaturen. 21. Band. Westermann, Braunschweig 1857, S. 153–168.
- Henry Wadsworth Longfellow: In: Jahresbericht über die Städtische Gewerbeschule, womit zu der … stattfindenden öffentlichen Prüfung der Schüler die höchsten und hohen Behörden, so wie alle Gönner und Freunde des Schulwesens ehrerbietigst einladet. Jg. 1858. Heinrich Heine Universität Düsseldorf
- Ueber den Berliner Adreß-Kalender. Vortrag gehalten im Concertsaale des Königl. Schauspielhauses am 22. Januar 1862. Zum Besten des Stipendiums für Studirende der neueren Sprachen. Haude- und Spener’sche Buchhandlung, Berlin 1862. Digitalisat
- Geflügelte Worte. Der Citatenschatz des deutschen Volkes.  Haude- und Spener’sche Buchhandlung, Berlin 1864. MDZ Reader; 17. Auflage (Geflügelt Worte und Zitatenschatz) nach Walter Robert-Tornow (14.–16. Auflage 1889) „neu bearbeitet“ von Paul Dorpert (de) unter Mitwirkung von G. Ermatinger, Zürich (um 1946).
- Über den Ursprung des Bramarbas. In: Jahresbericht über die Friedrichs-Werdersche-Gewerbeschule in Berlin. Berlin 1868, S. 34–38. Heinrich Heine Universität Düsseldorf
- Auguste Rogeard: Was sagt Labienus? Übersetzt von G. Büchmann. Haude- und Spener'sche Buchhandlung, Berlin 1865.
- Victor Hugo, Der Lachende Mann. Übersetzt von Georg Büchmann. 4 Bände. Franz Duncker, Berlin 1869. Band 1, Band 2 , Band 3, Band 4
- The Cricket an the Hearth. Zum Gebrauch in den Schulen und zum Privatstudium mit sprachlichen und sachlichen Bemerkungen. In: Ludwig Herrig: Archiv für das Studium der neueren Sprachen und Literaturen. 51. Band. Westermann, Braunschweig 1873, S. 228.